# Адольф Герхард
Адольф Герхард (нім. Adolph Gerhard) — німецький легкоатлет, актор та телеведучий. Відомий завдяки телепрограмі «Mach mit, mach’s nach, mach’s besser» на телебаченні НДР.

## Біографія
Народився у Галле 3 вересня 1937 року. 
Вчився на поштара у 1952 – 1955 роках. 
У 1956 році пішов на службу в ННА.
У 1958 став членом армійського спортивного клубу «ASK Vorwärts Berlin», де здобув нагороду за найкращу спортивну ходьбу.
У 1959 посів третє місце на чемпіонаті НДР з легкої атлетики в індивідуальній ходьбі на 20 км і друге місце в 1964 році. У чоловічій командній спортивній ходьбі на 20 км займав зі своєю командою перші місця в 1959, 1961 і 1963—1965 роках. За спортивні успіхи отримав титули «Майстер спорту» і «Заслужений майстер спорту». У тому ж році запустив на телебаченні НДР дитячу спортивну програму «Sport – Spiel – Spaß».
У 1960 році закінчив навчання на актора. На телебаченні став відомий як «Аді» завдяки своїй програмі «Mach mit, mach’s nach, mach’s besser», яку транслювали щонеділі у 10-й ранку.
З 1964 по 1991 рік курував 333 спортивних програм з різними помічниками, у яких школярі змагалися один з одним у різних змаганнях, щоб визначити найкращу команду. Шкільні групи повинні були кваліфікуватися до фінального раунду в боях на вибування. Діти брали участь у творчих спортивно-ігрових естафетах у складі шкільних чи міських команд. Обов’язковими умовами для участі в яких були швидкість, вміння та командний дух. Наприкінці року кращі команди боролися за кубок, подарований Національним олімпійським комітетом НДР.
Навіть після об'єднання НДР та ФРН та припинення його телепрограми, легкоатлет продовжував організовувати події, особливо заходи, в яких діти могли брати участь у спортивних змаганнях.
У 2005 році був призначений послом «Міжнародного німецького фестивалю гімнастики» (IDTF) у Берліні.
Наразі проживає у Берліні, в районі Фрідріхсхайн